# Стар манастир
„Свети Атанасий“, известен като Стар манастир (на македонска литературна норма: „Свети Атанасиј“, Стар манастир), е средновековен манастир, край тетовското село Лешок, част от Тетовско-Гостиварската епархия на Македонската православна църква – Охридска архиепископия.
Манастирът е разположен в ниските склонове на Шар, на локалния път от Лешок през Брезно към Три води. Църквата и всички други сгради в комплекса са запуснати. От фреските са останали само следи, а по време на Военния конфликт в Северна Македония в 2001 година върху тях са надраскани множество надписи.
Първите сведения за Стар манастир са от 1326 година. Сегашната църква е градена в периода от 1321 до 1331 година. Според сведенията йеромонах Йоаникий, като единствен ктитор, първо издига манастирската църква с парите от продажбата на бащиния си имот. По-късно в двора изгражда килии, конаци и други обекти. Комплексът няколко пъти е разрушаван, като най-големи последици има башибозушкото нападение от 1689 година. В 1927 година са направени опити за възстановяване, като са изкопани земните наслоявания. В 1932 година е открит мраморен иконостас и мраморен архиерейски трон. Нови проучвания са правени в 1981 година.
Според проучванията църквата е изградена върху по-стара църква от VI век, която била еднокорабна, градена от дялан камък, като зидовете са нивелирани с червени тухли.